# Всеобщая музыкальная газета (1874—1943)
Всеобщая музыкальная газета (нем. Allgemeine Musik-Zeitung) — еженедельное издание на немецком языке, посвящённое академической музыке и выходившее в 1874—1943 гг., по большей части в Берлине (на протяжении первого года существования — в Лейпциге и Касселе, затем в 1875—1876 гг. в Касселе, следующие пять лет — в Берлине, в 1881—1907 гг. — в Шарлоттенбурге). До 1885 г. называлась «Всеобщая немецкая музыкальная газета» (нем. Allgemeine deutsche Musik-Zeitung). Бо́льшую часть своего существования газета издавалась самостоятельно, в 1937 году её издание было передано издательскому дому Breitkopf & Härtel. В 1943 г. газета была объединена с рядом других музыкальных изданий Германии в единый орган Musik im Kriege (с нем. — «Музыка на войне»).
Первоначально противопоставляла себя старой и относительно консервативной «Всеобщей музыкальной газете» Фридриха Хризандера как орган более прогрессивный: с 1882 года изданию даже был придан подзаголовок «Еженедельник реформы современной музыкальной жизни» (нем. Wochenschrift für die Reform des Musiklebens der Gegenwart). Газета последовательно поддерживала Рихарда Вагнера; в 1882 г. в ней с продолжением печатались «Заметки из скандинавского турне» (нем. Skandinavische Concertreiseskizzen) Ханса фон Бюлова, в 1893—1894 гг. в ней сотрудничал как рецензент молодой Макс Регер, несколько позднее публиковался и Рихард Штраус.
Во времена Веймарской республики, напротив, «Всеобщая музыкальная газета» стала одним из наиболее консервативных музыкальных изданий, известным, в частности, своими нападками на авторов-модернистов.

## Редакторы
- Отто Райнсдорф (1874—1878)
- Вильгельм Таперт (1878—1881)
- Отто Лессман (1881—1907)
- Пауль Шверс (1907—1939)
- Рихард Петцольдт (1939—1943)